# Pont Alfredo-Zitarossa
Le pont Alfredo-Zitarossa (en espagnol : puente Alfredo Zitarossa) est un pont routier en Uruguay qui enjambe le fleuve Santa Lucía, sur la limite entre les départements de San José et Montevideo.

## Description
La construction du pont fut programmée à la fin des années 1990 comme partie du tracé de la Route 1 et pour suppléer au Pont de la Barra de Santa Lucía, édifié en 1925, de moindre dimension et devenu inadapté aux contraintes du trafic actuel. La construction fut entreprise en 1999 bien que la crise économique frappa le pays dans les années suivantes provoquant diverses interruptions et retarda son exécution. Le nouveau pont fut construit en béton précontraint et en  acier, ces matériaux furent travaillés sur place depuis les rives du fleuve Santa Lucía. La structure métallique du pont fut importée de l'Espagne et le montage fut réalisé au bord du fleuve.
Le pont avec ses treize travées fut inauguré le 13 décembre 2005 par le Président de l'Uruguay, alors en exercice, Tabaré Vázquez.
Le 17 décembre 2010 fut votée la loi 18.709 qui nomma le pont sous l'appellation Alfredo Zitarrosa en l'honneur de l'auteur-compositeur-interprète (en espagnol : cantautor) uruguayen.

## Galerie

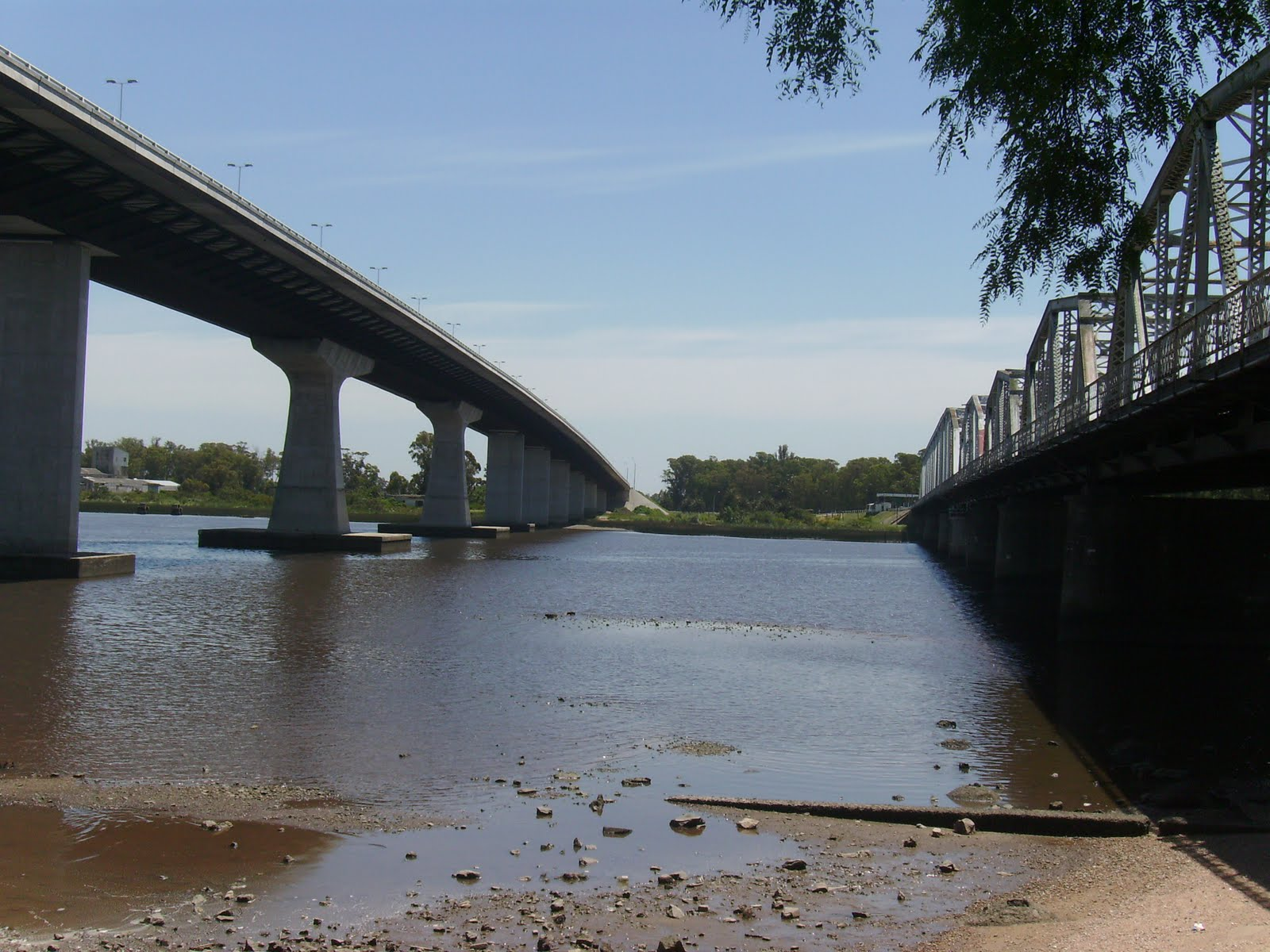
Les deux ponts sur le fleuve  Santa Lucía entre Ciudad del Plata  et Santiago  Velesquez.
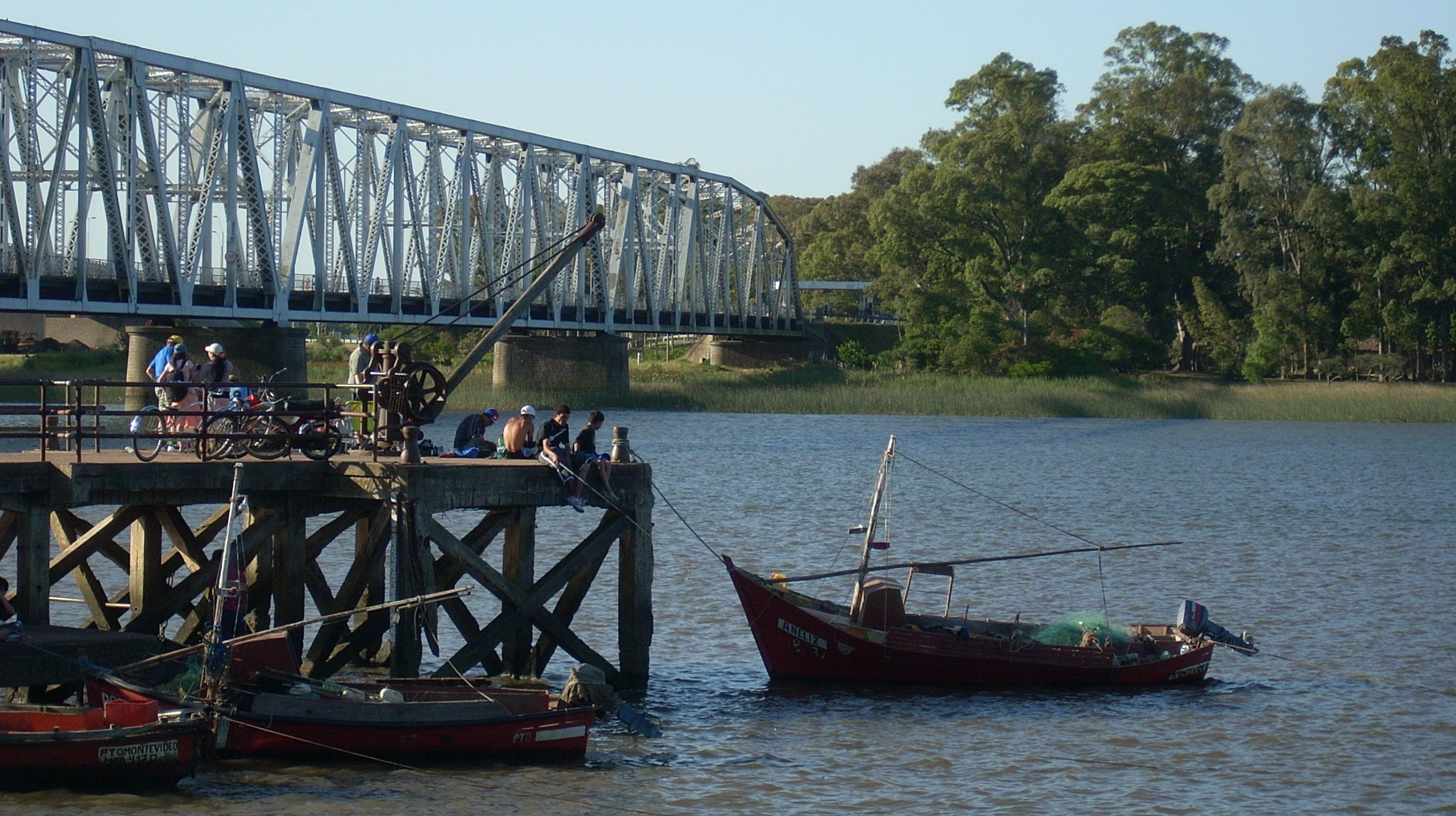
Le vieux pont cantilever de 1925.
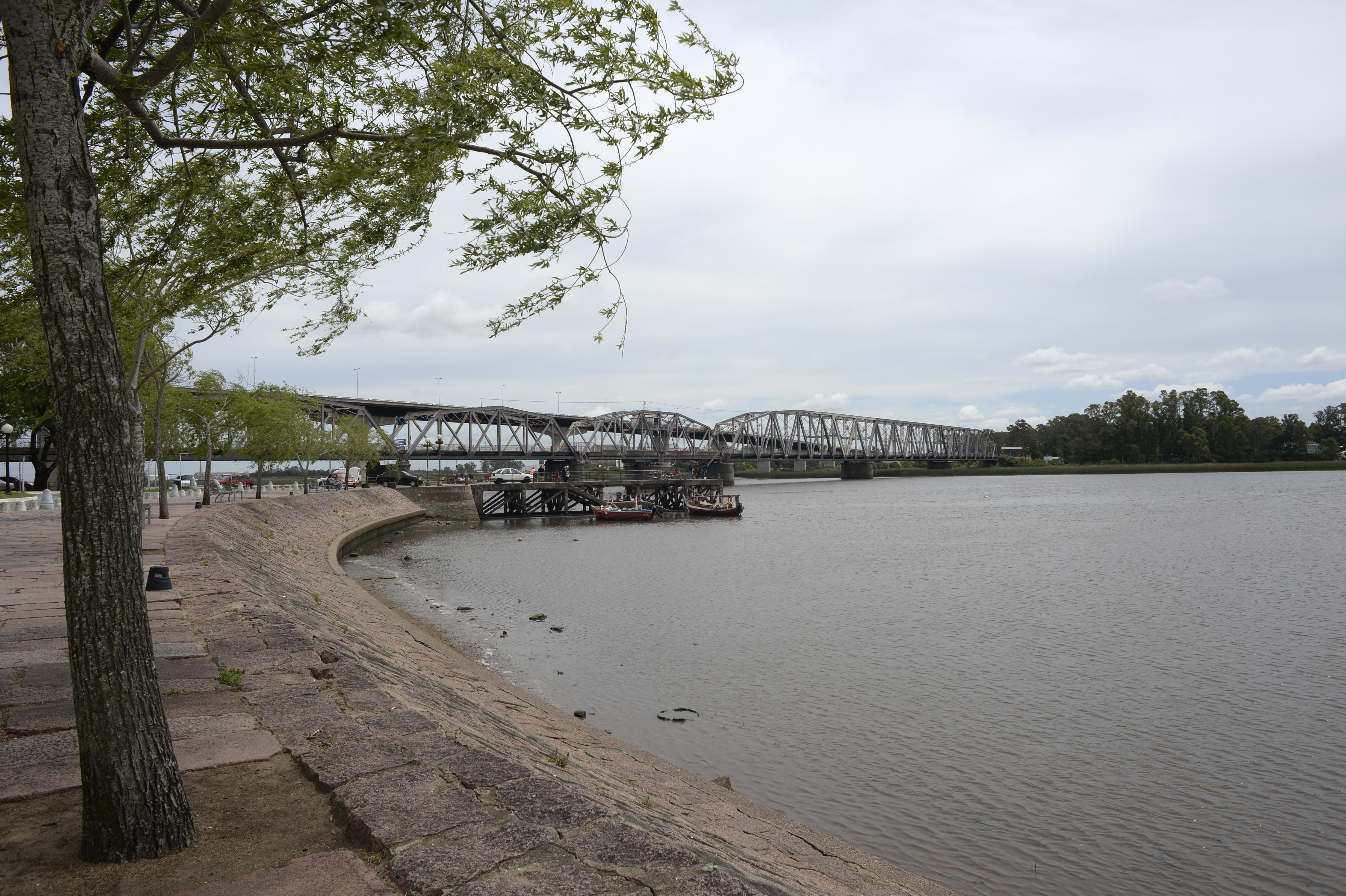
Le fleuve Santa  Lucía à Santiago Vázquez dans le département de Montevideo.